# Uriash

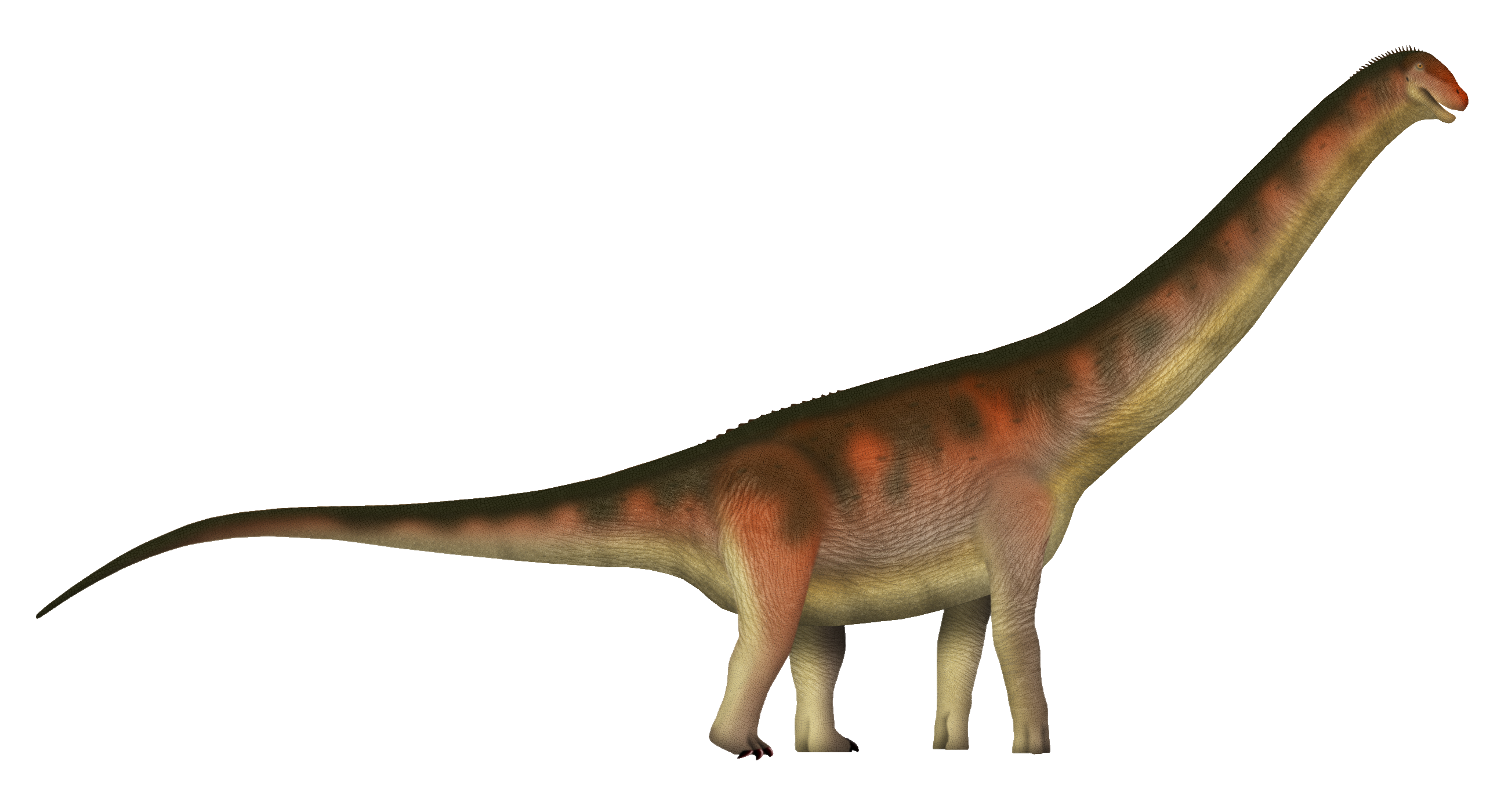
Uriash kadici

Uriash is een geslacht van plantenetende sauropode dinosauriërs, behorende tot de Titanosauriformes, dat tijdens het late Krijt leefde in het gebied van het huidige Roemenië. De enige benoemde soort is Uriash kadici.

## Vondst en naamgeving
In 1914 vond de Hongaarse paleontoloog Ottokár Kadić in de Pârâul Budurone, een ravijn nabij Vălioara, op Vindplaats VI een skelet van een sauropode. Dat viel op door de grote lichaamsomvang vergeleken met de normaliter vrij kleine grootte van Roemeense sauropoden. De vondst werd in 1916 gemeld in de wetenschappelijke literatuur. Kadić vond enkele beenderen van de ledematen en acht wervels. Tegen 12 januari 1927 zond hij twee daarvan, Wervel E en Wervel G, naar Friedrich von Huene aan de Universiteit van Tübingen. Von Huene beschreef deze in 1932, ze onder voorbehoud toewijzend aan ?Magyarosaurus hungaricus, de huidige Petrustitan. Een rechteropperarmbeen, specimen SZTFH Ob.3104, werd in 1938 als vermist gemeld, maar in 2003 bleek dat het bot nog bestond en in de tweede helft van de twintigste eeuw hernoemd was tot specimen v.13491. In 2021 werd de vindplaats herontdekt en bij die gelegenheid werd pas beseft dat de botten van één skelet afkomstig waren, dat Individu C gedoopt werd. Tot dan werden sauropoden uit Roemenië bij Magyarosaurus ondergebracht, maar ander onderzoek leidde tot de conclusie dat het bij Individu C om een ander taxon ging.
In 2025 werd de typesoort Uriash kadici benoemd en beschreven door Verónica Díez Díaz, Philip David Mannion, Zoltán Csiki-Sava en Paul Upchurch. De geslachtsnaam is afgeleid van het Roemeens uriaş, "reus", een verwijzing naar de relatief grote omvang. De soortaanduiding eert Kadić als ontdekker.

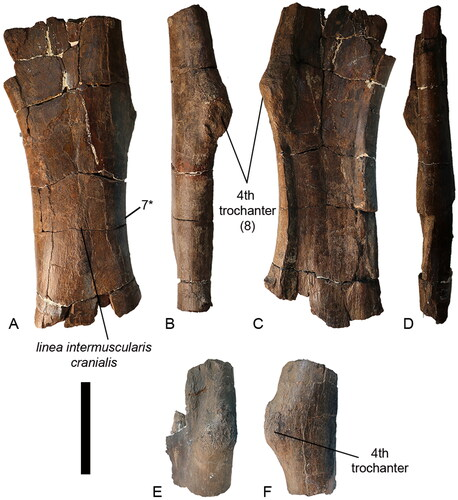
De dijbeenderen van het holotype

Het holotype bestaat uit Individu C gevonden in de onderste middelste afzetting van de Densuş-Ciula-formatie die vermoedelijk dateert uit het vroege Maastrichtien, ongeveer tweeënzeventig miljoen jaar oud. Het omvat de staartwervels SZTFH Ob.3090 B, D, G, H, vier van de oorspronkelijke acht; de rest is zoek. Verder is er een stuk rechteropperarmbeen, specimen SZTFH Ob.3104. Specimen SZTFH Ob.3103 bestaat uit een stuk rechterdijbeen en een fragment van een linkerdijbeen. Als laatste specimen is er SZTFH Ob.3095, een eerste linkermiddenvoetsbeen. Al deze elementen behoren vermoedelijk tot een en hetzelfde dier dat daarom Individu C is genoemd. Dit is geen speciaal oud exemplaar.

## Beschrijving
Uriash heeft een geschatte lengte van tussen de negen en twaalf meter. De gebruikte extrapolatie gaf de grenzen op 8,83 en 11,87 meter bij een gewicht tussen de vijf en acht ton. Een vergelijking met Epachthosaurus wees eerder op een gewicht van 10,5 ton.
De beschrijvers stelden een aantal onderscheidende kenmerken vast. Het zijn autapomorfieën, unieke afgeleide eigenschappen. De achterste staarwervels zijn opvallend procoel met een opvallend zandlopervormig profiel in onderaanzicht. De achterste staartwervels hebben een van voor naar achter verlengd voetstuk voor de wervelboog. De achterkant van het opperarmbeen heeft op de middenlijn een lengtebolling die naar beneden toe naar de binnenrand gekromd is. Direct onder de bovenste helft van het opperarmbeen draagt de voorzijde een hoekige verticale kam die naar binnen uitsteekt. In de achterste buitenste uitholling van het bovenste opperarmbeen bevindt zich een groot en verticaal langgerekt foramen. Aan de buitenzijde en onderzijde van dit foramen bevindt zich een extreem ontwikkelde bult voor de aanhechting van de musculus latissimus dorsi. De schacht van het dijbeen begint zich overdwars te verbreden onder een punt dicht bij de middelste hoogte. De vierde trochanter van het dijbeen is extreem ontwikkeld.

## Fylogenie
Uriash behoort vrijwel zeker tot de Eutitanosauria. De resten waren te beperkt, slechts 1% van de te controleren kenmerken tonend, om een zinvolle kladistiche analyse mee uit te voeren. Het werd echter onwaarschijnlijk geacht dat Uriash nauw verwant was aan andere in Roemenië gevonden sauropoden die overigens zelf ook al geen nauwe verwanten zouden zijn. Dat zou een minimum van vier invasies in de toenmalige Roemeense archipel impliceren. Het uitsteeksel op het opperarmbeen werd gezien als een aanwijzing dat Uriash meer bepaald tot de Lithostrotia zou behoren.
De beschrijvers achtten onder de vele mogelijkheden het scenario het waarschijnlijkst dat Europa vrij vroeg, rond het midden van het Krijt, uit Afrika door Titanosauria gekoloniseerd werd. De vraag is waarom Uriash zoveel groter was dan de overige Roemeense sauropoden zoals Paludititan. Onwaarschijnlijk werd het geacht dat het een recente invasie betrof die nog niet de tijd had gehad voor verkleining of uitsterven. Een meer plausibele verklaring zou zijn dat hetzelfde lage zeespiegelniveau dat de invasie überhaupt mogelijk maakte, leidde tot een zoveel groter landoppervlak dat grotere dieren gevoed konden worden. Twee nieuwe hypothesen werden daarnaast geopperd. Het kan zijn dat grotere sauropoden niet konden verkleinen omdat ze dan de concurrentie met al aanwezige dwergsauropoden niet aankonden. Dit heet ecologische uitsluiting. Een laatste mogelijkheid is dat de verkleining helemaal niet veroorzaakt is door het leven op een eiland maar dat de dwergsauropoden afstammen van dwergvormen uit Gondwana. Daarvan is er namelijk een aantal bekend, met name uit de Saltasauridae.